# Ioannis Travlos
Ioannis Travlos (griechisch Ιωάννης Τραυλός, meist John Travlos; * 1908 in Rostow am Don; † 28. Oktober 1985 in Athen) war ein griechischer Architekt und Bauforscher.

## Leben
Travlos wurde als Sohn eines in Rostow in Russland lebenden Griechen aus Naxos geboren. 1912 siedelte die Familie nach Athen über. Hier studierte Travlos Architektur an der Technischen Hochschule, wo er 1931 das Diplom erhielt und 1955 auch promoviert wurde. Sein wichtigster Lehrer war dort Anastasios Orlandos.
1935 wurde Travlos Architekt der amerikanischen Agora-Ausgrabung, von 1940 bis zum Ruhestand 1973 war er Architekt aller Ausgrabungen der American School of Classical Studies at Athens.
Auf der Agora war Travlos u. a. für die Rekonstruktion der Stoa des Attalos sowie der Apostelkirche verantwortlich. Travlos war an zahlreichen Ausgrabungen in Athen und ganz Griechenland beteiligt (u. a. Eleusis, Megara, Isthmia, Korinth, Eretria).
Zu seinen wichtigsten Veröffentlichungen gehören die vom Deutschen Archäologischen Institut herausgegebenen Bildlexika zur Topographie des antiken Athen und des antiken Attika.

## Schriften (Auswahl)
- Πολεοδομική εξέλιξις των Αθηνών: από των προϊστορικών χρόνων μέχρι των αρχών του 19ου αιώνος. Athen 1960.
- Bildlexikon zur Topographie des antiken Athen. Wasmuth, Tübingen 1971.
  - englisch: Pictorial Dictionary of ancient Athens. Hacker, New York 1980 (Digitalisat)
- Bildlexikon zur Topographie des antiken Attika. Wasmuth, Tübingen 1988, ISBN 3-8030-1036-5.